# (10212) 1997 RA7
1997 أر أي 7 (ويعرف أيضًا باسم (10212) 1997 أر أي 7 وفق تسمية الكوكب الصغير) (بالإنجليزية: 1997 RA7)‏ هو كويكب ضمن حزام الكويكبات؛ وترتيبه 10212 من حيث الاكتشاف.
اكتُشف هذا الجُرم الفلكي بواسطة Stephen P. Laurie ‏ في 3 سبتمبر 1997.

## وصلات خارجية
- (10212) 1997 RA7 في قاعدة بيانات مختبر الدفع النفاث لأجرام النظام الشمسي الصغيرة

- الاكتشاف · مخطط المدار ·  العناصر المدارية · المعلمات المادية

- (10212) 1997 RA7 على موقع ويكي سكاي: DSS2, SDSS, GALEX, IRAS, Hydrogen α, X-Ray, Astrophoto, Sky Map, Articles and images